# Ребро Адама (фільм, 1990)
Ребро Адама (рос. Ребро Адама) — радянський художній фільм 1990 року, знятий режисером В'ячеславом Криштофовичем. Екранізація однойменої повісті Анатолія Курчаткіна.

## Сюжет
Дія відбувається в Москві в кінці 1980-х років. Ніна Елізарівна працює екскурсоводокою в музеї «Червона Пресня», живе в невеликій квартирі з двома дорослими доньками («від двох дуже різних чоловіків») і доглядає за прикутою до ліжка старою матір'ю, яка не може говорити і якій паралізовано все тіло, за винятком лівої руки і голови. Родина живе важко: чоловіка-годувальника в будинку немає, грошей не вистачає, а ще треба думати про освіту дочок і їх шлюб. У музеї Ніна Елізаровна знайомиться з одним з відвідувачів, Євгеном Анатолійовичем, який приходить туди щодня два тижні поспіль, щоб побачитися з нею. Між ними виникає симпатія.

## У ролях
- Інна Чурикова — Ніна Елізарівна
- Світлана Рябова — Ліда, старша дочка Ніни Елізарівни від першого шлюбу
- Марія Голубкіна — Настя, п'ятнадцятирічна молодша дочка Ніни Елізарівни від другого шлюбу
- Олена Богданова — бабуся, паралізована мати Ніни Елізарівни
- Андрій Толубєєв — Євген Анатолійович, близький друг Ніни Елізарівни
- Ростислав Янковський — Віктор Віталійович, перший чоловік Ніни Елізарівни, батько Ліди
- Ігор Кваша — Олександр Наумович Гольдберг, другий чоловік Ніни Елізарівни, батько Насті
- Андрій Касьянов — Мишка, хлопець Насті
- Станіслав Житарев — Андрій Павлович, начальник і коханець Ліди
- Галина Казакова — Марина, подруга і колега Ліди
- Володимир Борисов — дідусь в молодості, батько Ніни Елізарівни
- Олександр Філатов — дідусів друг, коханець бабусі в молодості

## Знімальна група
- Сценаріст : Володимир Кунін
- Режисер : В'ячеслав Криштофович
- Оператор : Павло Лебешев
- Композитор : Вадим Храпачов
- Художники : Сергій Хотімський, Олександр Самулекін